# Gordon Tietjens
Gordon Frederick Tietjens (Rotorua, 9 de diciembre de 1955) es un ex–jugador y entrenador neozelandés de rugby que se desempeñaba como ala.
Tietjens asumió como entrenador de los All Blacks Sevens en 1994 y con el tiempo se convirtió en el entrenador más exitoso de esta modalidad, con dos victorias en la Copa del Mundo, doce títulos en el Circuito Mundial y cuatro victorias en los Rugby 7 en los Juegos de la Mancomunidad. Desde 2012 es miembro del World Rugby Salón de la Fama.

## Palmarés
- Campeón del Circuito Mundial de Seven de 1999-00, 2000-01, 2001-02, 2002-03, 2003-04, 2004-05, 2006-07, 2007-08, 2010-11, 2011-12, 2012-13 y 2013-14.